# Klub Proxima

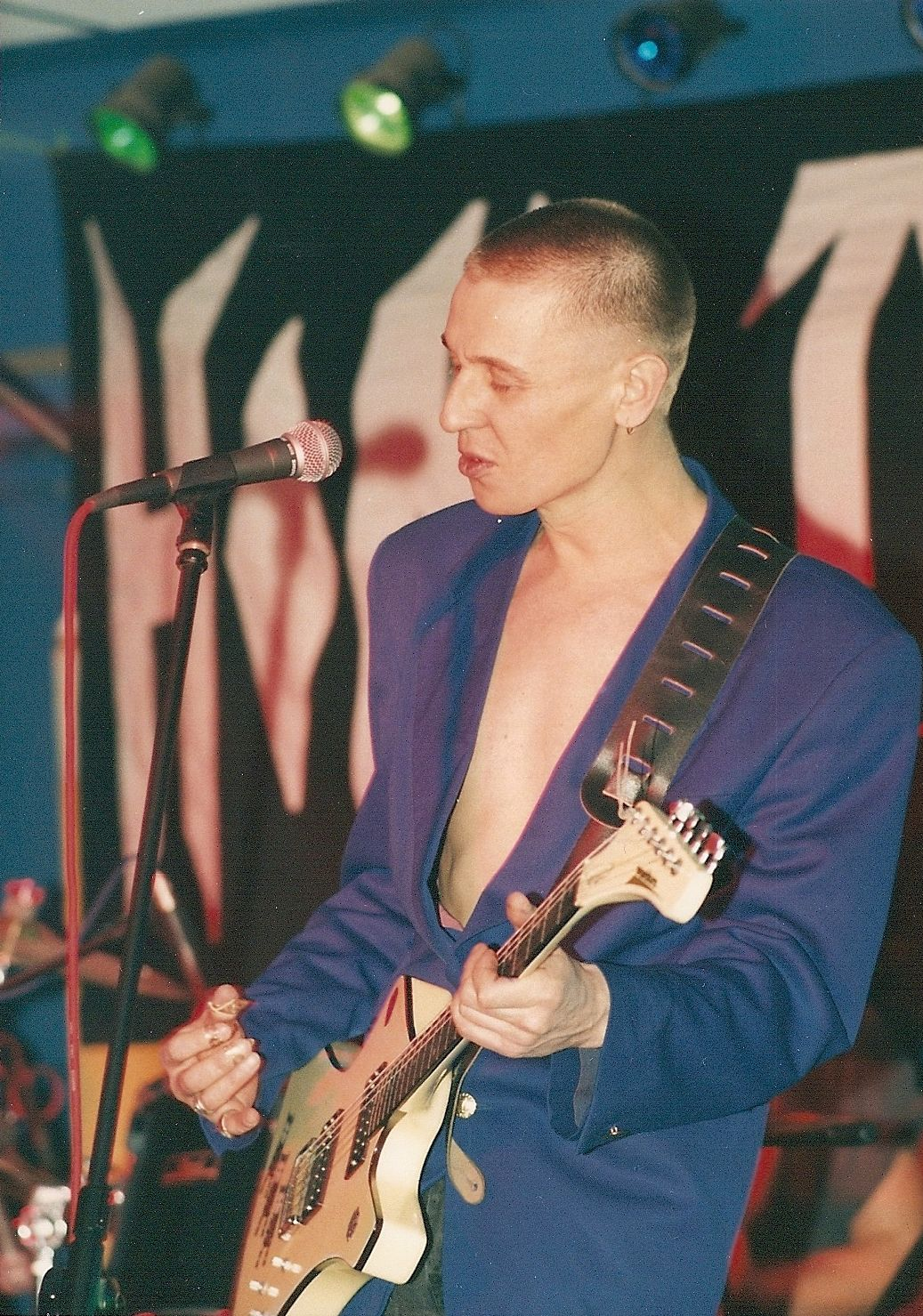
Maciej Maleńczuk na koncercie w klubie „Proxima”

Klub Proxima – klub studencki Uniwersytetu Warszawskiego znajdujący się przy ul. Żwirki i Wigury 99a w Warszawie.

## Historia
Klub w obecnej formule działa od połowy lat 90. XX wieku. W latach 2000–2005 w „Proximie” odbywało się corocznie 35–50 koncertów zespołów należących do czołówki polskiej sceny rockowej. W latach 1991−2024 w czasopismach „Tylko Rock” i „Teraz Rock” ukazało się 186 recenzji zorganizowanych w klubie koncertów. Na scenie „Proximy“ występowali zarówno polscy, jak i zagraniczni artyści, m.in. Capleton, Eagles of Death Metal, Lee Perry, The Stranglers, Queens Of The Stone Age i The Futureheads.
W latach 1994−1998 w podziemiach klubu mieściło się studio Złota Skała. W 2003 do budynku Proximy przeniosła się siedziba szkoły tańca Augustina Egurroli.
Klub ma siedzibę w budynku dawnej stołówki znajdującym się na terenie kampusu Uniwersytetu Warszawskiego na Ochocie. Scena ma powierzchnię 35 m², a klub może pomieścić około 600 osób.
„Proximą” zarządza Fundacja na Rzecz Studentów i Absolwentów Uniwersytetu Warszawskiego „Universitatis Varsoviensis”.

## Działalność
Działalność klubu skupiona jest wokół muzyki rockowej i jej pochodnych. Klub posiada pomieszczenia, sprzęt nagłośnieniowy i oświetlenie sceniczne pozwalające na organizowanie co roku kilkudziesięciu koncertów grup rockowych polskich i zagranicznych oraz prowadzenie cyklicznych imprez muzycznych.
W klubie odbywają się także konkursy i przeglądy muzyczne, m.in. jednodniowy festiwal PRL – Punk Rock Later. Oprócz koncertów organizowane są tu również imprezy wydziałowe, bale połowinkowe i studenckie imprezy zamknięte.